# Notarius neogranatensis
Notarius neogranatensis és una espècie de peix de la família dels àrids i de l'ordre dels siluriformes.

## Morfologia
Els mascles poden assolir els 36 cm de llargària total.

## Distribució geogràfica
Es troba a la costa del Carib de Colòmbia i desembocadures dels rius propers.